# 손성희
손성희(孫星熙, 1982년 8월 11일 ~ )은 대한민국의 록밴드이며, 버즈의 멤버이다.
2003년 버즈의 멤버로 데뷔하였으며, 2011년 12월 2일부터 4th Floor라는 밴드로 활동하며 팀에서 작곡, 보컬, 기타를 맡고 있다. 《Monologue》, 《겁쟁이》, 《가시》, 《나에게로 떠나는 여행》, 《사랑은 가슴이 시킨다》, 《남자를 몰라》, 《My love》등의 여러 히트곡들을 지닌 가수다. 버즈의 노래 중 《Tomorrow》, 《Go Away!》, 《떠나》, 《Rock'N'Roll》을 작곡했으며 4th Floor의 노래 《안녕》, 《유리창》, 《Tonight》, 《Burn》을 작곡, 작사했다.

## 학력
- 서울서초초등학교 (졸업)
- 서일중학교 (졸업)
- 반포고등학교 (졸업)
- 백제예술대학 (졸업)
- 한국예술종합전문학교 (재학)

## 음반

### 4th Floor 앨범
- 2011년 《4th Floor》 안녕, 유리창
- 2012년 《New Born》Tonight, Burn
- 2013년 《Cloud》Cloud, Be with you

### 버즈 앨범
- 2003년 《Morning of Buzz》 버즈 정규 1집
- 2004년 《가난한 사랑》
- 2004년 《Jingle bell rock》크리스마스 스토리
- 2005년 《Effect》 버즈 정규 2집
- 2005년 《사랑은 가슴이 시킨다》
- 2006년 《Perfect》 버즈 정규 3집
- 2006년 《떠나... 그리고 울지마》
- 2006년 《활주》나루토 1기, 2기 오프닝
- 2006년 《투지》나루토 3기, 4기 오프닝
- 2006년 《2006 BUZZ Live & Acoustic》
- 2007년 《사랑은 가슴이 시킨다 Part.2》
- 2008년 《꿈을 찾아서》브리스톨 탐험대 OST
- 2008년 《Morning of Buzz Music 2.0 Edition》
- 2014년 《8년만의 여름》
- 2014년 《Train》
- 2014년 《Memorize》 버즈 정규 4집

## 방송
- 2006년 Mnet 버즈노 시크레토 센세

## CF
- 2005년 음악사이트 도시락
- 2005년 스쿨룩스
- 2006년 Mnet

## 경력
- 2003년 ~ 2006년 그룹 버즈 기타
- 2011년 ~ 그룹 4th Floor 보컬, 기타
- 2014년 ~ 그룹 버즈 기타

## 수상
- 2004년 12월 29일 2004 SBS 가요대전 ROCK 부문상
- 2005년 11월 27일 2005 MKMF 록부문 최우수 뮤직비디오상
- 2005년 11월 1일 제12회 대한민국 연예예술상 록발라드 부분 가수상
- 2005년 12월 7일 제20회 골든디스크상 본상
- 2005년 12월 29일 SBS 가요대전 본상
- 2005년 12월 30일 KBS 가요대상 올해의 가수상
- 2005년 12월 31일 MBC 10대 가수가요제 본상
- 2006년 11월 25일 MKMF 록부문 최우수 뮤직비디오상
- 2006년 12월 14일 제21회 골든디스크상 본상
- 2006년 12월 29일 SBS 가요대전 본상